# Die letzte Fahrt
Die letzte Fahrt ist ein deutscher Spielfilm aus dem Jahr 2012. Die Hauptrollen spielen Heinz Baumann und Julia Jäger unter der Regie von Christoph Schrewe. Der Film erlebte seine Uraufführung am 2. November 2012 bei den Biberacher Filmfestspielen, und lief am 19. April 2013 erstmals im Fernsehen auf Das Erste.

## Handlung
Gerade als ihre Mutter verstirbt, hat Unternehmergattin Claudia den begründeten Verdacht, dass ihr Mann Michael eine Affäre hat. Also fährt sie allein mit ihrem Sohn zu ihrem Vater Rainer an den Rhein, wo dieser Betreiber des alten Frachtschiffes Fortuna ist. Rainer hat die Asche seiner verstorbenen Frau bei sich und will sie gemeinsam mit seiner Tochter dem Wunsch seiner Frau entsprechend im Rhein verstreuen. Rainer, Claudia und ihr Sohn Jonas begeben sich auf eine Fahrt den Rhein von Mainz abwärts nach Köln. Wegen eines technischen Defekts kommt Claudias Jugendbekanntschaft Jan mit seiner Tochter Lucy an Bord, wobei sich Claudia und Jan am Abend näher kommen und auch Jonas und Lucy sich anfreunden.
Am nächsten Morgen kommt auch Michael an Bord, der Claudia davon zu überzeugen versucht, dass er nichts mit einer anderen Frau gehabt habe, gleichzeitig aber eifersüchtig auf Jan ist. Nachdem Rainer versehentlich die Urne mit der Asche seiner Frau in den Rhein fallen gelassen und verzweifelt danach gesucht hat, setzt sich der vom Streit seiner Eltern genervte Jonas mit Lucy im Beiboot zu einer Rheininsel ab. Auf der Suche nach Jonas kommen sich Claudia und Michael wieder näher, sie finden die Kinder auf der Insel, die dort unterdessen die Urne wiedergefunden haben.
Am Ende verstreuen alle gemeinsam die Asche von Claudias Mutter im Rhein.

## Kritiken
„Dank des lebensnahen Spiels der guten Darsteller und des wunderbaren Drehorts stellen sich zarte, anrührende Momente ein.“